# Sekejati
Sekejati is een bestuurslaag in het regentschap Kota Bandung van de provincie West-Java, Indonesië. Sekejati telt 24.357 inwoners (volkstelling 2010).